# Eirik Brandsdal
Eirik Brandsdal (Oslo, 11 novembre 1986) è un fondista norvegese.

## Biografia
In Coppa del Mondo ha esordito il 14 marzo 2007 a Drammen (29°), ha ottenuto il primo podio il 5 dicembre 2009 a Düsseldorf (3°) e la prima vittoria il 23 gennaio 2011 a Otepää.
In carriera ha preso parte a due edizioni dei Giochi olimpici invernali, Soči 2014 (9° nella sprint) e Pyeongchang 2018 (22º nella sprint), e tre dei Campionati mondiali (6° nella sprint a Val di Fiemme 2013 il miglior risultato).

## Palmarès

### Coppa del Mondo
- Miglior piazzamento in classifica generale: 11º nel 2015
- 26 podi (18 individuali, 8 a squadre):
  - 7 vittorie (individuali)
  - 9 secondi posti (4 individuali, 5 a squadre)
  - 10 terzi posti (7 individuali, 3 a squadre)

#### Coppa del Mondo - vittorie
| Data             | Località | Nazione   | Spec. |
| ---------------- | -------- | --------- | ----- |
| 23 gennaio 2011  | Otepää   | Estonia   | SP TC |
| 14 gennaio 2012  | Milano   | Italia    | SP TL |
| 7 marzo 2012     | Drammen  | Norvegia  | SP TC |
| 29 novembre 2014 | Kuusamo  | Finlandia | SP TC |
| 7 marzo 2015     | Lahti    | Finlandia | SP TL |
| 11 marzo 2015    | Drammen  | Norvegia  | SP TC |
| 8 marzo 2017     | Drammen  | Norvegia  | SP TC |

Legenda:

TC = tecnica classica

TL = tecnica libera

SP = sprint

#### Coppa del Mondo - competizioni intermedie
- 6 podi di tappa:
  - 2 vittorie
  - 3 secondi posti
  - 1 terzo posto

##### Coppa del Mondo - vittorie di tappa
| Data             | Località  | Nazione   | Competizione | Disciplina |
| ---------------- | --------- | --------- | ------------ | ---------- |
| 14 marzo 2012    | Stoccolma | Svezia    | Finali       | SP TC      |
| 29 novembre 2013 | Kuusamo   | Finlandia | Ruka Triple  | SP TC      |

Legenda:

TC = tecnica classica

SP = sprint